# Droga wojewódzka nr 690
Droga wojewódzka nr 690 (DW690) – droga wojewódzka o długości 55 km łącząca Czyżew z Siemiatyczami. 
Przebiega przez teren gminy Boguty-Pianki, położonej w województwie mazowieckim oraz przez województwo podlaskie (Powiat wysokomazowiecki i siemiatycki). Łączy drogę krajową nr 19 z drogą krajową nr 63. 

## Miejscowości leżące przy trasie DW690
- Czyżew-Osada (DK63)
- Boguty-Pianki
- Ciechanowiec (DW694)
- Ciechanowiec (DW681)
- Siemiatycze (DK19)